# Šprevljani
Šprevljani (njemački:Sprewanen) su bili slavensko pleme koje je živilo oko toka rijeke Špreve na području gdje je poslije nastao grad Berlin u Braniboru u današnjoj 
istočnoj Njemačkoj. Nastanjavali su to područje od 8. stoljeća, a poslije su bili potisnuti i/ili ponijemčeni.